# Свирепая планета
Свирепая Планета — телевизионный фильм совместного производства Syfy Universal и MNG Films, снятый в 2011 году. Съёмки проходили в Ирландии. Это 23-й фильм из серии фильмов ужасов о животных-людоедах.

## Сюжет
Во время демонстрации устройства, которое предоставляет возможность наблюдать за параллельными измерениями, в результате сбоя в работе этого устройства часть здания, в котором проходит демонстрация, и те, кто в ней находился, переносятся в измерение, на первый взгляд, лишенное животной жизни, но на деле являющееся домом для больших, злобных хищников, которые охотятся и убивают перемещенных людей по одному. Существо с шестью глазами нападает на людей. Сенатор был атакован и разорван пополам, а Лекс умер от сердечного приступа. Во время исследования существа из иного измерения Джош Берк случайно брызнул на Эла кислотой, заменяющей монстрам кровь, в то время как первое существо убивает рядового. В поисках воды люди разделяются на две группы из трех человек: Сэм, Джош, и доктор Карен Фрост в одной группе, и Риверс, доктор Джиллиан О'Хара и Мерфи в другой. Джош крадет яйцо, роняет её на скалу и мгновенно оказывается убит "мамой." Риверс жертвует собой, спасая жизнь Сэма, а Брайан Мерфи оказывается атакован и убит "мамой". Только полковник Зинн, Доктор Фрост и доктор О'Хара остались в живых. Доктор Фрост уходит одна, надеясь найти разумную жизнь, потому что она увидела издали некую конструкцию, но обнаруживает слишком поздно, что она была частью здания, провалившегося с ними в другое измерение, после чего её атакует и убивает монстр. В то же время полковник Зинн и доктор О'Хара сумели отремонтировать прибор и вернуться домой, но обнаруживают, что их мир уже не такой, как прежде...

## В ролях
- Полковник Сэм Зинн — Джо Флэниган
- Сенатор Джексон Креншоу — Джон Рис-Дэвис
- Доктор Карен Фрост — Кэтрин Уокер
- Джош Берк — Сэм О'Махони
- Лейтенант Риверс — Яре Джегбефьюм
- Рядовой Джордан Рид — Крис Ньюман
- Доктор Джиллиан О'Хара — Дагмар Деринг
- Брайан Мерфи — Роб Суан
- Лекс Майклс — Кевин Флуд
- Эл Ишиа — Шаши Рами

## Критика
Фильм получил в целом отрицательные отзывы. На Rotten Tomatoes, лишь 10 % рецензентов оставили положительный отзыв, в то время как рейтинг на IMDb  составил 4,4 из 10.

## Внешние ссылки
- «Свирепая планета» (англ.) на сайте Internet Movie Database
- «Свирепая планета» (англ.) на сайте Rotten Tomatoes
- Свирепая планета (англ.) на сайте AllMovie
- Maine, David[англ.]. 'Ferocious Planet': Don't Poke the Alien (англ.). PopMatters (11 июля 2011). Дата обращения: 5 декабря 2016.